# 괴산 강씨
괴산 강씨(槐山 强氏)는 충청북도 괴산군을 본관으로 하는 한국의 성씨이다.

## 역사
강의립(强義立)의 아들 강이민(强以敏, 1638년 ~ ?)이 우림위(羽林衛)로서 1670년(조선 현종(顯宗) 11년) 별시(別試) 무과에 병과(丙科)로 급제하였다. 강이민(强以敏)은 1680년 서천만호(舒川萬戶)를 지내고, 1703년(숙종 29년) 어유간 첨사(魚游澗僉使)가 되었다.

## 본관
괴산(槐山)은 충청북도 중앙에 위치하는 지명이다. 금물노국(今勿奴國)과 잉근내군(仍斤內郡) 이었다. 고구려 시대인 475년에는 잉근내현‧상모현(上芼縣)‧도서현(道西縣) 등으로 불렸다. 757년(신라 경덕왕 16)에는 괴양현(塊壤縣)과 도서현이 되었다. 940년(고려 태조 23)에 괴주(槐州)로 이름을 고쳤으며, 995년(성종 14)에는 괴주군(槐州郡)으로 중원도(中原道)에 속하였으나 1018년( 현종 9)에 충주목(忠州牧)에 편입되면서 감무관(監務官)을 두어 다스리게 하였다. 1403년(태종 3)에 지괴주사(知槐州事)로 승격되었다가 1413년(태종 13)에 분리하여 1456년(세조 2)에 괴산군(塊山郡)이라 고쳐 불렸다. 
《세종실록지리지》에 충청도 괴산군의 토성(土姓)으로 강(强)·안(安)·음(陰)·피(皮) 4성이 기록되어 있다.

## 인구
괴산 강씨(槐山 強氏)는 2015년 대한민국 통계청 인구조사에서 57명으로 조사되었다.

## 분파
충청북도 괴산군 장연면 방곡리에 강응룡(剛應龍)이 1908년(융희 2) 민적부(民籍簿)에 기재할 때 강(强)을 강(剛)으로 잘못 기록하여 괴산 강씨(槐山 剛氏)가 생겨났다.
강(剛)씨는 2015년 대한민국 통계청 인구조사에서 9명으로 조사되었는데 이 중 괴산 강씨(槐山 剛氏)가 6명이다.